# Saxifraga hieraciifolia
Saxifraga hieraciifolia là một loài thực vật có hoa trong họ Saxifragaceae. Loài này được Waldst. & Kit. ex Willd. miêu tả khoa học đầu tiên năm 1799.